# Rhein-Westflug
Die Rhein-Westflug Fischer & Co. (RWF) war ein deutsches Flugzeugbau-Unternehmen, das 1954 in Porz-Westhoven von Hanno Fischer und Bernhard Schulze-Wilmert gegründet wurde. Rhein-Westflug betrieb bis Ende der fünfziger Jahre Flugzeugentwicklungen und vermarktete Lizenzrechte für den Serienbau.

## Entwicklungsbüro
Hanno Fischer und Bernhard Schulze-Wilmert hatten bereits bei der Vermarktung der Fischer-Boretzki FiBo 2 zusammengearbeitet. Als sich 1954 erstmals eine Lockerung des Motorflugverbots in Deutschland abzeichnete, begann Hanno Fischer mit der Entwicklung eines größeren Motorseglers für zwei Personen. Anstelle der FiBo 2 beabsichtigten Fischer und Schulze-Wilmert die Vermarktung dieses als RWF RW-3 bezeichneten Entwurfs, sobald das Motorflugverbot in Deutschland aufgehoben werden sollte. Für die Entwicklung und Vermarktung ihrer Entwürfe gründeten die beiden 1954 die Rhein-West-Flug Fischer & Co. (RWF) in Westhoven (Köln).
Im Rahmen der RWF sollten Flugzeugentwürfe bis zur Serienreife einschließlich des Baus von Prototypen realisiert werden. Die fertigen und ausgetesteten Entwicklungen sollten dann an andere Flugzeugbauunternehmen im Rahmen einer Lizenzvergabe zum Serienbau weitergegeben werden. Eine eigene Serienfertigung war bei RWF nicht vorgesehen.

## Aktivitäten
Bei RWF entstand 1954 der Entwurf der RWF RW-3. Der Prototypenbau begann nach Aufhebung des Motorflugverbots im Juli 1955. Da RWF keine eigenen Werkstätten betrieb, erfolgte der Bau bei Gomolzig Flugzeugbau in Wuppertal. Nach einem irreparablen Unfallschaden des ersten Prototyps gab RWF später noch einen zweiten Prototyp bei Gomolzig in Auftrag. Nach dem erfolgreichen Erstflug am 7. September 1955 präsentierte RWF den Prototyp auf verschiedenen Luftfahrtveranstaltungen, um den Entwurf potentiellen Lizenznehmern für die Serienproduktion anzubieten. Fischer und Schulze-Wilmert sicherten ihre Entwicklung noch vor der Vermarktung 1956 in verschiedenen Patentschriften (u. a. Patentnummer DE1034037B, „Motorflugzeug mit T-Leitwerk“ vom 5. September 1956) ab. Im Herbst 1956 erwarb die in Krefeld ansässige Rhein-Flugzeugbau GmbH von RWF die Lizenzrechte für den Bau und die Vermarktung von 25 RW-3. RWF verpflichtete sich im Rahmen der Lizenzvereinbarung dazu, die deutsche, sowie amerikanische Verkehrszulassung für das Flugzeugmuster zu erwerben.
Die technische Nachweisführung für die RW-3 fand ab Frühjahr 1957 auf dem Flughafen Köln-Wahn statt, wo RWF inzwischen einen Hallenplatz angemietet hatte. Die RWF wurde zur gleichen Zeit in Rhein-West-Flug Porz-Wahn umbenannt. Die Dokumentation für die Musterzulassung in Deutschland und USA war 1958 abgeschlossen. Am 20. August 1959 erteilte das Luftfahrt-Bundesamt die Musterzulassung 509/SA für die RW-3. Als Musterhalter fungierte RWF. Am 7. November 1960 folgte die FAA-Musterzulassung, die allerdings nicht mehr durch RWF, sondern bereits durch den Lizenznehmer RFB gehalten wurde.
Ab 1958 unterstützte RWF den Aufbau der Serienmontage bei RFB. Während die Teilefertigung und Vormontage für die RW-3 im RFB-Werk in Krefeld stattfand, wurden die Hauptgruppen ab 1958 am Flugplatz Mönchengladbach-Neersen montiert. Hier erfolgte auch der Einflug der produzierten Flugzeuge. Um die Erfahrungen aus der Serienmontage möglichst direkt in die Entwicklung einfließen zu lassen, verlagerte Hanno Fischer zur gleichen Zeit auch den Sitz der RWF an den Flugplatz in Mönchengladbach und firmierte dort als Rhein-Westflug Fischer & Co. in Neuwerk.
Ende der fünfziger Jahre begannen bei RFB die Überlegungen zum Bau eines STOL-Reiseflugzeugs, die Hanno Fischer vom entwicklungstechnischen Aspekt bei RWF betrachtete. Gleichzeitig übernahm Hanno Fischer bei RFB aber die technische Leitung und setzte diese Entwicklungsarbeit unter der Bezeichnung RFB RF-1 innerhalb RFB fort. Weitere Flugzeugmuster wurden bei RWF von Hanno Fischer nicht mehr entwickelt. Die RWF bestand noch einige Zeit als Lizenzgeber und Musterhalter weiter und wurde Anfang der sechziger Jahre aufgelöst.

## Patente
- Motorflugzeug mit T-Leitwerk, DE1034037B vom 5. September 1956[5]
- Verfahren zur Fertigung von Flugzeugtragflaechen und -leitwerksflaechen, DE1059770 vom 23. Januar 1957[6]
- Flugzeug mit einer Luftschraube in einem Ringmantel, DE1096761 vom 16. Oktober 1958 (erteilt für RFB)[7]

## Flugzeugtypen
- RWF RW-3, zweisitziges Leichtflugzeug der Rhein-Westflug, Lizenzfertigung bei RFB